# Wielkie Łuki (stacja kolejowa)
Wielkie Łuki (ros. Великие Луки) – węzłowa stacja kolejowa w miejscowości Wielkie Łuki, w rejonie wielkołuckim, w obwodzie pskowskim, w Rosji. Węzeł linii Moskwa - Siebież - Ryga z linią Bołogoje - Newel.
Budynek dworcowy zlokalizowany jest pośrodku torowiska stacji. Przy stacji znajduje się lokomotywownia.

## Historia
Stacja powstała w czasach carskich na linii moskiewsko-windawskiej. Wyboru przebiegu trasy tej linii przez Wielkie Łuki dokonano dzięki nieodpłatnemu przekazaniu gruntów pod budowę obiektów kolejowych przez wielkołuckich kupców oraz prawdopodobnie łapówkom wręczanym przez nich władzom kolejowym. Stacja została otwarta 11 września?/24 września 1901. Pierwszy pociąg pasażerski zabrał pasażerów z Wielkich Łuków 27 września?/10 października 1901. W 1902 w Wielkich Łukach zlokalizowano główne warsztaty kolejowe, przeznaczone do wykonywania dużych napraw taboru. Już w pierwszych latach funkcjonowania stacja dała zatrudnienie ok. 700 osobom. W 1906 przez Wielkie Łuki wybudowano kolej bołogojsko-siedlecką - tym samym stacja została węzłem kolejowym, co wiązało się z jej rozbudową.
Podczas II wojny światowej węzeł został zniszczony. Odbudowany po wyparciu Niemców.

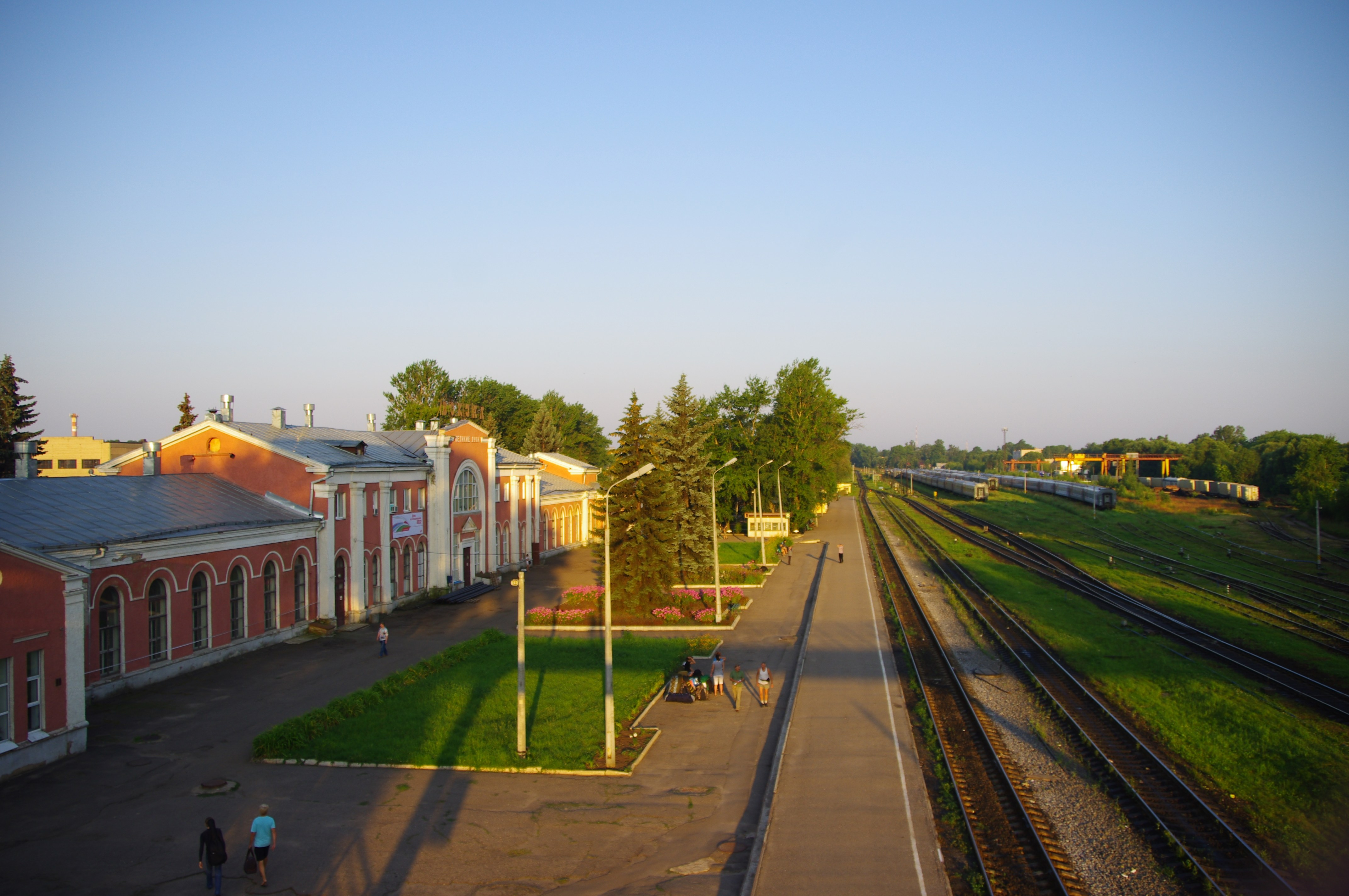
Strona październikowa (północna)
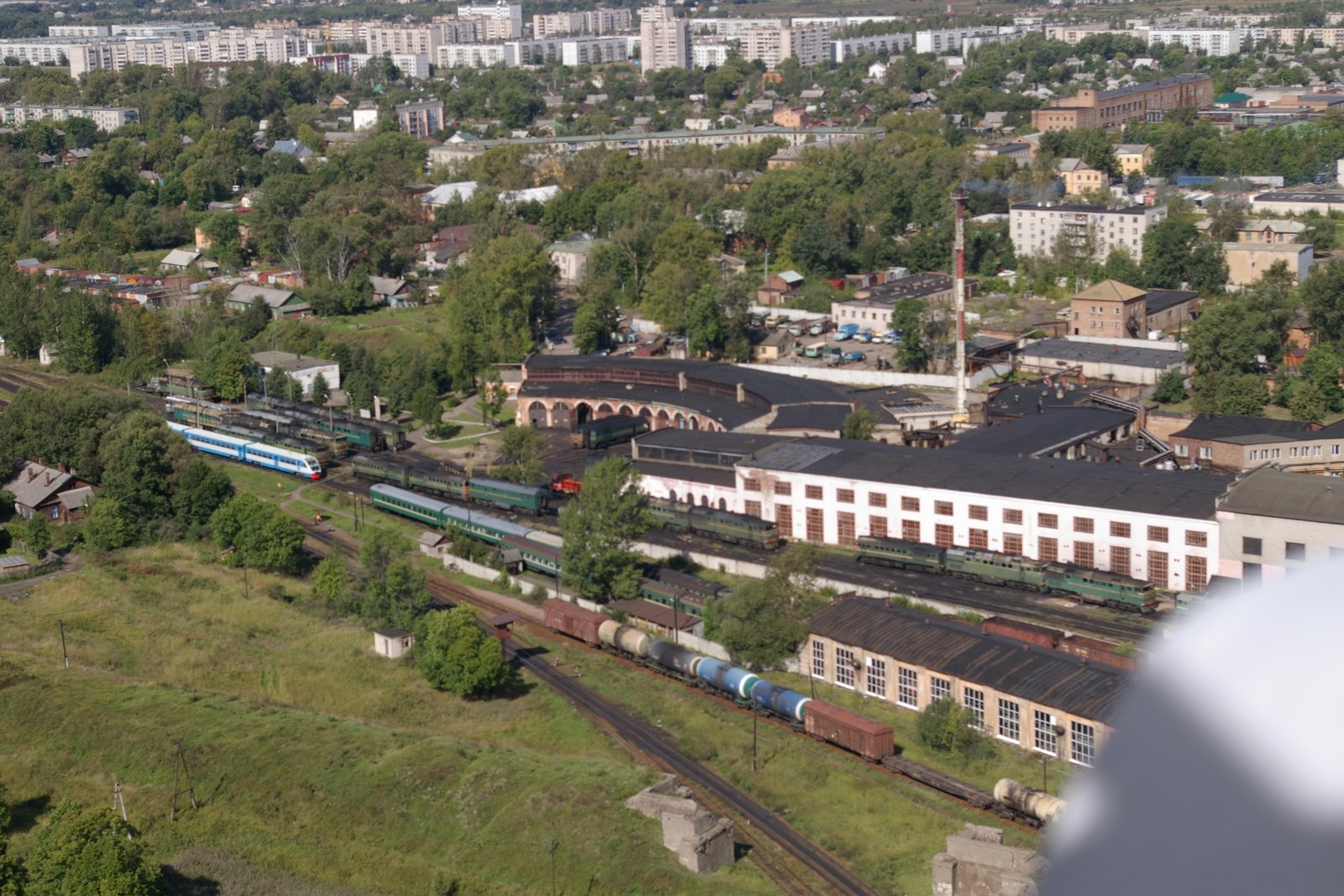
Lokomotywownia
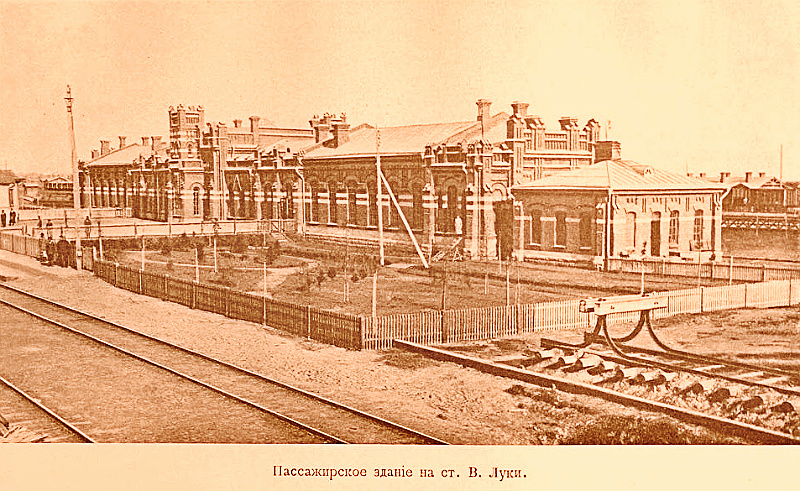
Stacja w 1909